# Jana Sorgers
Jana Sorgers (n. 4 august 1967, Neubrandenburg, Republica Democrată Germană, Germania) este o canotoare ce a reprezentat Germania, medaliată olimpică. A participat la 2 ediții ale Jocurilor Olimpice (1988, 1996) în care a câștigat două medalii de aur.